# 锡格河畔哈姆
锡格河畔哈姆（德語：Hamm (Sieg)）是德国莱茵兰-普法尔茨州的市镇，属于阿尔滕基兴县。该市镇总面积为3.66平方千米，截至2023年12月31日总人口为3,763人。

## 友好城市
- 法國 法兰西地区鲁瓦西